# Urdă

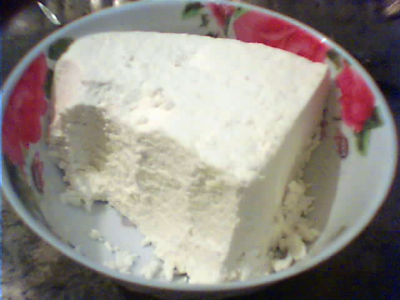
El queso Urdă de Rumanía

Urdă es un producto lácteo originario y tradicional de la cocina rumana. Se elabora con leche de vaca, o con mezcla de vaca, oveja y cabra. En Italia se conoce a este producto como ricota. En Rumanía la urdă se utiliza en la cocina rumana para hacer sarmale vegetariano, pască y otros postres con queso.